# Забарный, Илья Борисович
Илья́ Бори́сович Заба́рный (укр. Ілля Борисович Забарний; род. 1 сентября 2002, Киев) — украинский футболист, защитник клуба «Пари Сен-Жермен» и сборной Украины. Участник двух чемпионатов Европы (2020 и 2024).

## Клубная карьера

### Ранние годы
Родился 1 сентября 2002 года в Киеве. Воспитанник киевского «Динамо». С командой до 19 лет участвовал в Юношеской лиге УЕФА 2019/20, где был основным игроком, сыграв во всех матчах своей команды.

### «Динамо» Киев
В 2020 году у динамовцев были серьёзные проблемы с центральными защитниками, поскольку из-за травмы не могли сыграть все три основных центрбека — Никита Бурда, Артём Шабанов и Денис Попов, благодаря чему в первой команде появились молодые центральные защитники Александр Сирота и Забарный. В первой команде Забарный дебютировал в рамках Премьер-лиги Украины 11 сентября 2020 года, выйдя на замену на 36 минуте вместо травмированного Александра Тимчика в домашнем матче против черниговской «Десны» (0:0). А уже 15 сентября Илья дебютировал и в еврокубках, отыграв полный матч третьего квалификационного раунда Лиги чемпионов против голландского АЗ, в котором тоже помог сохранить ворота «сухими», благодаря чему команда победила 2:0 и прошла в следующий раунд. Забарному на момент проведения матча было 18 лет и 14 дней, что сделало его вторым самым молодым дебютантом киевлян в еврокубках. По этому показателю он уступил только вратарю Максиму Ковалю, который дебютировал в 2010 году в возрасте 17 лет и 251 дня в матче с «Аяксом». 20 октября сыграл первый матч в основной стадии Лиги чемпионов УЕФА проитив итальянского «Ювентуса».
25 апреля 2021 года забил свой первый гол за «Динамо» (а также в профессиональной карьере), открыв счёт в домашнем матче 23-го тура УПЛ против «Ингульца» (5:0) на 4-й минуте. Эта победа досрочно гарантировала «Динамо» титул чемпиона Украины (в 16-й раз) за 3 тура до окончания турнира, который стал первым трофеем в карьере для Забарного. В итоге был признан лучшим игроком УПЛ за апрель месяц 2021 года.
13 мая 2021 года стал обладателем Кубка Украины 2020/21, в финале которого «Динамо» обыграло «Зарю» в дополнительное время со счётом 1:0.
2 июля 2021 года был признан лучшим молодым игроком УПЛ по итогам сезона 2020/21, а награду получил 22 сентября перед началом матча за Суперкубок Украины 2021.
23 августа 2021 года по результатам исследований Международного центра спортивных исследований (CIES) (Швейцария) занял 19-е место в рейтинге самых перспективных футболистов мира в возрасте до 20 лет («тинейджеров»). 22 сентября 2021 года вышел в стартовом составе киевского клуба в матче за Суперкубок Украины 2021, но «Динамо» уступило «Шахтёру» со счётом 0:3. 4 октября 2021 года подписал новый 5-летний контракт с «Динамо».

### «Борнмут»
31 января 2023 года Забарный подписал контракт с английским «Борнмутом» сроком до 2028 года. Сумма трансфера, с учётом бонусов, составила около 27 млн евро, что стало рекордной продажей для «Динамо». 4 апреля 2023 года, в матче против «Брайтон энд Хоув Альбион», дебютировал в английской Премьер-лиге. По итогам первой половины сезона 2023/24 Забарный вошёл в топ-5 футболистов не старше 21 года, получивших больше всего игрового времени в 5 лучших чемпионатах Европы. В 2023 году стал одним из двух полевых игроков АПЛ, который без замен провел всё матчи, 19 туров подряд, в которых Илья сыграл 1941 минуту. 13 марта 2024 года забил свой первый гол в АПЛ в ворота «Лутон Таун». В марте 2024 года признан болельщиками клуба лучшим игроком месяца. Всего в сезоне 2023/24 Забарный сыграл 37 матчей, был признан лучшим игроком «Борнмута» и номинирован в команду сезона АПЛ.
21 июля 2024 года продлил свой контракт с «Борнмутом» до 2029 года. 22 февраля 2025 года в матче против «Вулверхэмптон Уондерерс» Забарный получил прямую красную карточку за грубый фол на Райане Аит-Нури. По итогам сезона 2024/25 сыграл 36 матчей и вошёл в символическую сборную самых быстрых игроков АПЛ по версии статистического портала Gradient Sports.

### «Пари Сен-Жермен»
12 августа 2025 года перешёл в «Пари Сен-Жермен», подписав контракт со столичным клубом на пять лет. Сумма трансфера составила 63 млн евро, ещё 3 млн евро предусмотрены в виде бонусов, став самым дорогим центральным защитником в истории клуба. 17 августа 2025 года дебютировал за «ПСЖ» в матче Лиги 1 против «Нанта».

## Карьера в сборной
В сентябре 2020 года Забарный в возрасте 18 лет был вызван в состав молодёжной сборной Украины и дебютировал в её составе 4 сентября в матче отбора на молодёжный чемпионат Европы против Дании (1:1).
1 октября 2020 года главный тренер сборной Украины Андрей Шевченко вызвал Забарного в стан национальной команды. Перед игрой с Францией ряд игроков сине-жёлтых заболели COVID-19 из-за чего проведение матча было под сомнением. Тем не менее, товарищеская встреча с французами состоялась, как и планировалось, 7 октября. Шевченко выставил в стартовом составе сразу четырёх дебютантов, включая Забарного, который отыграл весь поединок. По итогам встречи Украина проиграла с самым разгромным счётом в своей истории (1:7). Поскольку Забарный дебютировал в возрасте 18 лет одного месяца и шести дней, то занял второе место в списке самых молодых дебютантов сборной, уступая по этому показателю лишь Сергею Реброву, которому на момент дебюта было 18 лет и 24 дня. Первый официальный матч сыграл 10 октября 2020 года против национальной сборной Германии (1-2) в Лиге наций УЕФА, отыграв весь поединок.
1 июня 2021 года был включен в официальную заявку сборной Украины главным тренером Андреем Шевченко для участия в матчах чемпионата Европы 2020 года. На турнире сыграл в пяти матчах сборной Украины, которая дошла до четвертьфинала.
16 июня 2023 года в матче отборочного цикла на чемпионат Европы 2024 года с Северной Македонией отметился своим дебютным голом за Украину.
Участник чемпионата Европы по футболу 2024 года. Принял участие во всех трёх матчах сборной Украины на турнире.

## Статистика выступлений

### Клубная
| Выступление      | Выступление      | Выступление      | Чемпионат | Чемпионат | Кубок | Кубок | Еврокубки | Еврокубки | Прочие | Прочие | Итого | Итого |
| Клуб             | Лига             | Сезон            | Игры      | Голы      | Игры  | Голы  | Игры      | Голы      | Игры   | Голы   | Игры  | Голы  |
| ---------------- | ---------------- | ---------------- | --------- | --------- | ----- | ----- | --------- | --------- | ------ | ------ | ----- | ----- |
| Динамо Киев      | Премьер-лига     | 2020/21          | 21        | 1         | 2     | 0     | 13        | 0         | 0      | 0      | 36    | 1     |
| Динамо Киев      | Премьер-лига     | 2021/22          | 15        | 0         | 1     | 0     | 6         | 0         | 1      | 0      | 23    | 0     |
| Динамо Киев      | Премьер-лига     | 2022/23          | 14        | 0         | 0     | 0     | 11        | 0         | 0      | 0      | 25    | 0     |
| Динамо Киев      | Итого            | Итого            | 50        | 1         | 3     | 0     | 30        | 0         | 1      | 0      | 84    | 1     |
| Борнмут          | Премьер-лига     | 2022/23          | 5         | 0         | 0     | 0     | 0         | 0         | 0      | 0      | 5     | 0     |
| Борнмут          | Премьер-лига     | 2023/24          | 37        | 1         | 5     | 0     | 0         | 0         | 0      | 0      | 42    | 1     |
| Борнмут          | Премьер-лига     | 2024/25          | 36        | 0         | 3     | 0     | 0         | 0         | 0      | 0      | 39    | 0     |
| Борнмут          | Итого            | Итого            | 78        | 1         | 8     | 0     | 0         | 0         | 0      | 0      | 86    | 1     |
| Всего за карьеру | Всего за карьеру | Всего за карьеру | 128       | 2         | 11    | 0     | 30        | 0         | 1      | 0      | 170   | 2     |

1. ↑  Кубок Украины, Кубок Англии, Кубок Английской футбольной лиги
2. ↑  Суперкубок Украины, Суперкубок Англии

### Международная
| Сборная          | Сезон            | Товарищеские | Товарищеские | Официальные | Официальные | Итого | Итого |
| Сборная          | Сезон            | Игры         | Голы         | Игры        | Голы        | Игры  | Голы  |
| ---------------- | ---------------- | ------------ | ------------ | ----------- | ----------- | ----- | ----- |
| Украина          |                  |              |              |             |             |       |       |
| 2020             | 4                | 0            | 0            | 0           | 4           | 0     |       |
| 2021             | 2                | 0            | 12           | 0           | 14          | 0     |       |
| 2022             | 0                | 0            | 6            | 0           | 6           | 0     |       |
| 2023             | 1                | 0            | 7            | 1           | 8           | 1     |       |
| 2024             | 0                | 0            | 2            | 0           | 2           | 0     |       |
| Всего за карьеру | Всего за карьеру | 7            | 0            | 27          | 1           | 34    | 1     |

### Матчи за сборную
| №  | Дата             | Оппонент             | Счёт | Голы | Карточки | Минуты | Соревнование             |
| -- | ---------------- | -------------------- | ---- | ---- | -------- | ------ | ------------------------ |
| 1  | 7 октября 2020   | Франция              | 1:7  | —    | —        | 90'    | Товарищеский матч        |
| 2  | 10 октября 2020  | Германия             | 1:2  | —    | —        | 90'    | Лига наций УЕФА 2020/21  |
| 3  | 13 октября 2020  | Испания              | 1:0  | —    | —        | 90'    | Лига наций УЕФА 2020/21  |
| 4  | 14 ноября 2020   | Германия             | 1:3  | —    | —        | 90'    | Лига наций УЕФА 2020/21  |
| 5  | 24 марта 2021    | Франция              | 1:1  | —    | —        | 90'    | Отборочные матчи ЧМ-2022 |
| 6  | 28 марта 2021    | Финляндия            | 1:1  | —    | —        | 90'    | Отборочные матчи ЧМ-2022 |
| 7  | 3 июня 2021      | Северная Ирландия    | 1:0  | —    | —        | 90'    | Товарищеский матч        |
| 8  | 7 июня 2021      | Кипр                 | 4:0  | —    | —        | 90'    | Товарищеский матч        |
| 9  | 13 июня 2021     | Нидерланды           | 2:3  | —    | —        | 90'    | Финальные матчи ЧЕ-2020  |
| 10 | 17 июня 2021     | Северная Македония   | 2:1  | —    | —        | 90'    | Финальные матчи ЧЕ-2020  |
| 11 | 21 июня 2021     | Австрия              | 0:1  | —    | —        | 90'    | Финальные матчи ЧЕ-2020  |
| 12 | 29 июня 2021     | Швеция               | 2:1  | —    | —        | 90'    | Финальные матчи ЧЕ-2020  |
| 13 | 3 июля 2021      | Англия               | 0:4  | —    | —        | 90'    | Финальные матчи ЧЕ-2020  |
| 14 | 1 сентября 2021  | Казахстан            | 2:2  | —    | —        | 90'    | Отборочные матчи ЧМ-2022 |
| 15 | 4 сентября 2021  | Франция              | 1:1  | —    | —        | 90'    | Отборочные матчи ЧМ-2022 |
| 16 | 9 октября 2021   | Финляндия            | 2:1  | —    | —        | 90'    | Отборочные матчи ЧМ-2022 |
| 17 | 12 октября 2021  | Босния и Герцеговина | 1:1  | —    | —        | 90'    | Отборочные матчи ЧМ-2022 |
| 18 | 16 ноября 2021   | Босния и Герцеговина | 2:0  | —    | 65'      | 90'    | Отборочные матчи ЧМ-2022 |
| 19 | 1 июня 2022      | Шотландия            | 3:1  | —    | —        | 90'    | Стыковые матчи ЧМ-2022   |
| 20 | 5 июня 2022      | Уэльс                | 0:1  | —    | —        | 90'    | Стыковые матчи ЧМ-2022   |
| 21 | 11 июня 2022     | Армения              | 3:0  | —    | 45'      | 90'    | Лига наций УЕФА 2022/23  |
| 22 | 14 июня 2022     | Ирландия             | 1:1  | —    | 49'      | 90'    | Лига наций УЕФА 2022/23  |
| 23 | 24 сентября 2022 | Армения              | 5:0  | —    | —        | 90'    | Лига наций УЕФА 2022/23  |
| 24 | 27 сентября 2022 | Шотландия            | 0:0  | —    | —        | 90'    | Лига наций УЕФА 2022/23  |
| 25 | 12 июня 2023     | Германия             | 3:3  | —    | —        | 90'    | Товарищеский матч        |
| 26 | 16 июня 2023     | Северная Македония   | 3:2  | Гол  | —        | 90'    | Отборочные матчи ЧЕ-2024 |
| 27 | 19 июня 2023     | Мальта               | 1:0  | —    | —        | 90'    | Отборочные матчи ЧЕ-2024 |
| 28 | 9 сентября 2023  | Англия               | 1:1  | —    | —        | 90'    | Отборочные матчи ЧЕ-2024 |
| 29 | 12 сентября 2023 | Италия               | 1:2  | —    | 78'      | 90'    | Отборочные матчи ЧЕ-2024 |
| 30 | 14 октября 2023  | Северная Македония   | 2:0  | —    | —        | 90'    | Отборочные матчи ЧЕ-2024 |
| 31 | 17 октября 2023  | Мальта               | 3:1  | —    | —        | 90'    | Отборочные матчи ЧЕ-2024 |
| 32 | 20 января 2023   | Италия               | 1:1  | —    | —        | 90'    | Отборочные матчи ЧЕ-2024 |
| 33 | 21 марта 2024    | Босния и Герцеговина | 2:1  | —    | —        | 90'    | Стыковые матчи ЧЕ-2024   |
| 34 | 26 марта 2024    | Исландия             | 2:1  | —    | —        | 90'    | Стыковые матчи ЧЕ-2024   |

Итого: 34 матча, 1 гол / 15 побед, 10 ничьих, 8 поражений.

## Достижения

### Командные
«Динамо» (Киев)
- Чемпион Украины: 2020/21
- Обладатель Кубка Украины: 2020/21
- Обладатель Суперкубка Украины: 2020

### Личные
- Футболист года в Украине: 2024
- Обладатель премии «Золотой талант Украины» (2): 2020 (U19), 2021 (U19)[15]
- Игрок месяца украинской Премьер-лиги: апрель 2021[12]
- Лучший игрок сезона в «Борнмуте»: 2023/24

## Личная жизнь
Жена — Ангелина. Будущие супруги начали встречаться в 2018 году. Свадьба состоялась в июне 2023 года.